# 莱萬特·梅爾詹
莱萬特·梅爾詹（德語：Levent Mercan；2000年12月10日—）是一位德國足球運動員，在場上的位置是中場。現效力於土超球隊費倫巴治。